# Liste des monuments historiques de Lichtervelde
Cette page regroupe l'ensemble des monuments classés de la ville de Lichtervelde.
| Objet                                                                                | Statut du classement? | Année de construction/architecte | Section communale | Adresse                        | Coordonnées                      | Numéro d'inventaire | Illustration                              |
| ------------------------------------------------------------------------------------ | --------------------- | -------------------------------- | ----------------- | ------------------------------ | -------------------------------- | ------------------- | ----------------------------------------- |
| (nl) Fabriek, nu twee woonhuizen                                                     |                       |                                  | Lichtervelde      | Kortemarkstraat 12             | 51° 01′ 27″ nord, 3° 07′ 36″ est | 51658               | Téléverser                                |
| (nl) Fabriek, nu twee woonhuizen                                                     |                       |                                  | Lichtervelde      | Kortemarkstraat 16             | 51° 01′ 27″ nord, 3° 07′ 36″ est | 51658               | Téléverser                                |
| (nl) Dubbelhuis                                                                      |                       |                                  | Lichtervelde      | Kortemarkstraat 12             | 51° 01′ 27″ nord, 3° 07′ 36″ est | 51659               | Téléverser                                |
| (nl) Dubbelhuis                                                                      |                       |                                  | Lichtervelde      | Kortemarkstraat 70             | 51° 01′ 28″ nord, 3° 07′ 16″ est | 51662               | Téléverser                                |
| (nl) Vlasfabriek Goddyn                                                              |                       |                                  | Lichtervelde      | Leeuwstraat 12                 | 51° 01′ 47″ nord, 3° 07′ 28″ est | 51663               | Téléverser                                |
| (nl) Hoeve Pelikaanhof                                                               |                       |                                  | Lichtervelde      | Leysafortstraat 32             | 51° 01′ 09″ nord, 3° 09′ 05″ est | 51664               | Téléverser                                |
| (nl) Boerenarbeidershuis                                                             |                       |                                  | Lichtervelde      | Leysafortstraat 43             | 51° 01′ 02″ nord, 3° 09′ 16″ est | 51665               | Téléverser                                |
| (nl) Gemeentehuis                                                                    |                       |                                  | Lichtervelde      | Marktplaats 1                  | 51° 01′ 40″ nord, 3° 08′ 24″ est | 51666               | Téléverser                                |
| (nl) Drie boerenarbeidershuizen, één ingericht als museum                            | Oui                   |                                  | Lichtervelde      | Marktplaats 6                  | 51° 01′ 40″ nord, 3° 08′ 22″ est | 51667               | Téléverser                                |
| (nl) Dubbelhuis, brouwerswoning bij brouwerij Sint-Jacob                             |                       |                                  | Lichtervelde      | Marktplaats 7                  | 51° 01′ 39″ nord, 3° 08′ 21″ est | 51668               | Téléverser                                |
| (nl) Hoekherberg De Zwaan                                                            |                       |                                  | Lichtervelde      | Marktplaats 9                  | 51° 01′ 38″ nord, 3° 08′ 22″ est | 51669               | Téléverser                                |
| (nl) Herenhuis                                                                       |                       |                                  | Lichtervelde      | Marktplaats 10                 | 51° 01′ 38″ nord, 3° 08′ 23″ est | 51670               | Téléverser                                |
| (nl) Herberg Den Gouden Appel                                                        |                       |                                  | Lichtervelde      | Marktplaats 13                 | 51° 01′ 37″ nord, 3° 08′ 25″ est | 51672               | Téléverser                                |
| (nl) Eclectisch hoekhuis                                                             |                       |                                  | Lichtervelde      | Marktplaats 19                 | 51° 01′ 38″ nord, 3° 08′ 27″ est | 51673               | Téléverser                                |
| (nl) Eenheidsbebouwing van vijf winkel-woonhuizen                                    |                       |                                  | Lichtervelde      | Marktstraat 15                 | 51° 01′ 37″ nord, 3° 08′ 21″ est | 51674               | Téléverser                                |
| (nl) Eenheidsbebouwing van vijf winkel-woonhuizen                                    |                       |                                  | Lichtervelde      | Marktstraat 5                  | 51° 01′ 37″ nord, 3° 08′ 21″ est | 51674               | Téléverser                                |
| (nl) Eenheidsbebouwing van vijf winkel-woonhuizen                                    |                       |                                  | Lichtervelde      | Marktstraat 7                  | 51° 01′ 37″ nord, 3° 08′ 21″ est | 51674               | Téléverser                                |
| (nl) Eenheidsbebouwing van vijf winkel-woonhuizen                                    |                       |                                  | Lichtervelde      | Marktstraat 9                  | 51° 01′ 37″ nord, 3° 08′ 21″ est | 51674               | Téléverser                                |
| (nl) Openbare bibliotheek                                                            |                       |                                  | Lichtervelde      | Marktstraat 19                 | 51° 01′ 33″ nord, 3° 08′ 13″ est | 51675               | Téléverser                                |
| (nl) Eclectisch huis                                                                 |                       |                                  | Lichtervelde      | Marktstraat 22                 | 51° 01′ 36″ nord, 3° 08′ 17″ est | 51676               | Téléverser                                |
| (nl) Hoekpand, herberg Den Engel                                                     |                       |                                  | Lichtervelde      | Neerstraat 1                   | 51° 01′ 37″ nord, 3° 08′ 29″ est | 51677               | Téléverser                                |
| (nl) Bioscoop De Keizer                                                              |                       |                                  | Lichtervelde      | Neerstraat 13                  | 51° 01′ 36″ nord, 3° 08′ 30″ est | 51678               | Téléverser                                |
| (nl) Enkelhuis                                                                       |                       |                                  | Lichtervelde      | Neerstraat 15                  | 51° 01′ 36″ nord, 3° 08′ 29″ est | 51679               | Téléverser                                |
| (nl) Winkel-woonhuis                                                                 |                       |                                  | Lichtervelde      | Neerstraat 26                  | 51° 01′ 35″ nord, 3° 08′ 28″ est | 51680               | Téléverser                                |
| (nl) Hoeve met losse bestanddelen, 't Lindenhof                                      |                       |                                  | Lichtervelde      | Oude Bruggeweg 21              | 51° 02′ 11″ nord, 3° 08′ 44″ est | 51681               | Téléverser                                |
| (nl) Pastorie van de Sint-Jacob de Meerdereparochie                                  |                       |                                  | Lichtervelde      | Pastorijstraat 4               | 51° 01′ 43″ nord, 3° 08′ 33″ est | 51682               | Téléverser                                |
| (nl) Mahieus of Heihoek kapel                                                        |                       |                                  | Lichtervelde      | Ridderstraat                   | 50° 59′ 50″ nord, 3° 09′ 24″ est | 51684               | Téléverser                                |
| (nl) Complex, eerste stationsgebouw                                                  |                       |                                  | Lichtervelde      | Statieplaats 3                 | 51° 01′ 30″ nord, 3° 07′ 40″ est | 51685               | Téléverser                                |
| (nl) Neoclassicistisch winkel-woonhuis met werkplaats                                |                       |                                  | Lichtervelde      | Statiestraat 1                 | 51° 01′ 34″ nord, 3° 08′ 29″ est | 51686               | Téléverser                                |
| (nl) Hoekcomplex: woningen en fabriek                                                |                       |                                  | Lichtervelde      | Statiestraat 2                 | 51° 01′ 35″ nord, 3° 08′ 28″ est | 51687               | Téléverser                                |
| (nl) Hoekcomplex: woningen en fabriek                                                |                       |                                  | Lichtervelde      | Statiestraat 4                 | 51° 01′ 35″ nord, 3° 08′ 28″ est | 51687               | Téléverser                                |
| (nl) Hoekcomplex: woningen en fabriek                                                |                       |                                  | Lichtervelde      | Statiestraat 6                 | 51° 01′ 35″ nord, 3° 08′ 28″ est | 51687               | Téléverser                                |
| (nl) Hoekcomplex: woningen en fabriek                                                |                       |                                  | Lichtervelde      | Statiestraat 8                 | 51° 01′ 35″ nord, 3° 08′ 28″ est | 51687               | Téléverser                                |
| (nl) Herberg                                                                         |                       |                                  | Lichtervelde      | Statiestraat 5                 | 51° 01′ 34″ nord, 3° 08′ 27″ est | 51688               | Téléverser                                |
| (nl) Eclectisch woonhuis                                                             |                       |                                  | Lichtervelde      | Statiestraat 10                | 51° 01′ 35″ nord, 3° 08′ 26″ est | 51689               | Téléverser                                |
| (nl) Woonhuis met art-decoparament                                                   |                       |                                  | Lichtervelde      | Statiestraat 11                | 51° 01′ 33″ nord, 3° 08′ 27″ est | 51690               | Téléverser                                |
| (nl) Klooster der zusters paulinen en school                                         |                       |                                  | Lichtervelde      | Statiestraat 36                | 51° 01′ 34″ nord, 3° 08′ 19″ est | 51691               | Téléverser                                |
| (nl) Dubbelhuis, brouwershuis en brouwerij                                           |                       |                                  | Lichtervelde      | Statiestraat 105               | 51° 01′ 31″ nord, 3° 08′ 08″ est | 51692               | Téléverser                                |
| (nl) Enkelhuis, appartementsgebouw, verffabriek Deba                                 |                       |                                  | Lichtervelde      | Statiestraat 115               | 51° 01′ 31″ nord, 3° 08′ 05″ est | 51693               | Téléverser                                |
| (nl) Herberg 't Paradijs                                                             |                       |                                  | Lichtervelde      | Statiestraat 122               | 51° 01′ 30″ nord, 3° 07′ 49″ est | 51694               | Téléverser                                |
| (nl) Huis met winkelpui                                                              |                       |                                  | Lichtervelde      | Statiestraat 120               | 51° 01′ 30″ nord, 3° 07′ 50″ est | 51695               | Téléverser                                |
| (nl) Hoekpand van het dubbelhuistype                                                 |                       |                                  | Lichtervelde      | Statiestraat 128               | 51° 01′ 30″ nord, 3° 07′ 47″ est | 51696               | Téléverser                                |
| (nl) Eclectisch dubbelhuis                                                           |                       |                                  | Lichtervelde      | Statiestraat 132               | 51° 01′ 29″ nord, 3° 07′ 46″ est | 51697               | Téléverser                                |
| (nl) Hoekherberg De Statie                                                           |                       |                                  | Lichtervelde      | Statiestraat 138               | 51° 01′ 29″ nord, 3° 07′ 44″ est | 51698               | Téléverser                                |
| (nl) Dubbelhuis                                                                      |                       |                                  | Lichtervelde      | Statiestraat 155               | 51° 01′ 30″ nord, 3° 07′ 58″ est | 51699               | Téléverser                                |
| (nl) Twee neoclassicistische woonhuizen                                              |                       |                                  | Lichtervelde      | Statiestraat 165               | 51° 01′ 29″ nord, 3° 07′ 56″ est | 51700               | Téléverser                                |
| (nl) Twee neoclassicistische woonhuizen                                              |                       |                                  | Lichtervelde      | Statiestraat 169               | 51° 01′ 29″ nord, 3° 07′ 56″ est | 51700               | Téléverser                                |
| (nl) Twee enkelhuizen in neogotische stijl                                           | Oui                   |                                  | Lichtervelde      | Statiestraat 177               | 51° 01′ 29″ nord, 3° 07′ 52″ est | 51703               | Téléverser                                |
| (nl) Twee enkelhuizen in neogotische stijl                                           | Oui                   |                                  | Lichtervelde      | Statiestraat 181               | 51° 01′ 29″ nord, 3° 07′ 52″ est | 51703               | Téléverser "                              |
| (nl) Industrieel-archeologische site; drie bedrijfjes                                | Oui                   |                                  | Lichtervelde      | Statiestraat 179               | 51° 01′ 28″ nord, 3° 07′ 52″ est | 51704               | Téléverser"                               |
| (nl) Enkelhuis                                                                       |                       |                                  | Lichtervelde      | Surmontstraat 7                | 51° 01′ 31″ nord, 3° 07′ 42″ est | 51705               | Téléverser                                |
| (nl) Wegkapel, Kapelletje van de Valke                                               |                       |                                  | Lichtervelde      | Torhoutstraat                  | 51° 01′ 53″ nord, 3° 08′ 15″ est | 51706               | Téléverser                                |
| (nl) Art-deco-enkelhuis                                                              |                       |                                  | Lichtervelde      | Torhoutstraat 8                | 51° 01′ 42″ nord, 3° 08′ 23″ est | 51707               | Téléverser                                |
| (nl) Interbellum dubbelhuis                                                          |                       |                                  | Lichtervelde      | Torhoutstraat 25               | 51° 01′ 44″ nord, 3° 08′ 18″ est | 51708               | Téléverser                                |
| (nl) Interbellum dubbelhuis                                                          |                       |                                  | Lichtervelde      | Torhoutstraat 27               | 51° 01′ 44″ nord, 3° 08′ 18″ est | 51708               | Téléverser                                |
| (nl) Hoeve                                                                           |                       |                                  | Lichtervelde      | Torhoutstraat 135              | 51° 02′ 20″ nord, 3° 07′ 47″ est | 51709               | Téléverser                                |
| (nl) Veldkapelletje                                                                  |                       |                                  | Lichtervelde      | Veldekensstraat                | 51° 02′ 26″ nord, 3° 08′ 44″ est | 51710               | Téléverser                                |
| (nl) Herenhuis                                                                       |                       |                                  | Lichtervelde      | Weststraat 2                   | 51° 01′ 33″ nord, 3° 07′ 38″ est | 51711               | Téléverser                                |
| (nl) Hoeve                                                                           |                       |                                  | Lichtervelde      | Weststraat 46                  | 51° 01′ 43″ nord, 3° 07′ 20″ est | 51712               | Téléverser                                |
| (nl) Hoeve                                                                           |                       |                                  | Lichtervelde      | Weststraat 58                  | 51° 02′ 04″ nord, 3° 07′ 04″ est | 51713               | Téléverser                                |
| (nl) Hoeve met losse bestanddelen                                                    |                       |                                  | Lichtervelde      | Wulleputstraat 50              | 51° 01′ 17″ nord, 3° 08′ 26″ est | 51714               | Téléverser                                |
| (nl) Bedrijfsgebouw                                                                  |                       |                                  | Lichtervelde      | Zwevezelestraat 9              | 51° 01′ 41″ nord, 3° 08′ 39″ est | 51715               | Téléverser                                |
| (nl) Breedhuis                                                                       |                       |                                  | Lichtervelde      | Zwevezelestraat 52             | 51° 01′ 46″ nord, 3° 08′ 53″ est | 51716               | Téléverser                                |
| (nl) Hoeve met losse bestanddelen                                                    |                       |                                  | Lichtervelde      | Zwevezelestraat 109            | 51° 02′ 03″ nord, 3° 09′ 30″ est | 51717               | Téléverser                                |
| (nl) Bedehuis, Kasteelkapel of Casets kapel                                          |                       |                                  | Lichtervelde      | Zwevezelestraat                | 51° 02′ 07″ nord, 3° 09′ 37″ est | 51718               | Téléverser                                |
| (nl) Woonhuis en ijzerwinkel                                                         |                       |                                  | Lichtervelde      | Astridlaan 3                   | 51° 01′ 35″ nord, 3° 08′ 30″ est | 51719               | Téléverser                                |
| (nl) Woonhuis en ijzerwinkel                                                         |                       |                                  | Lichtervelde      | Neerstraat 19                  | 51° 01′ 35″ nord, 3° 08′ 30″ est | 51719               | Téléverser                                |
| (nl) Hoekpand, herberg Schuttershof                                                  |                       |                                  | Lichtervelde      | Astridlaan 17                  | 51° 01′ 37″ nord, 3° 08′ 40″ est | 51721               | Téléverser                                |
| (nl) Hoekpand, herberg Schuttershof                                                  |                       |                                  | Lichtervelde      | Astridlaan 19                  | 51° 01′ 37″ nord, 3° 08′ 40″ est | 51721               | Téléverser                                |
| (nl) Villa 't Eiland                                                                 |                       |                                  | Lichtervelde      | Astridlaan 26                  | 51° 01′ 34″ nord, 3° 08′ 37″ est | 51722               | Téléverser                                |
| (nl) Dubbelhuis                                                                      |                       |                                  | Lichtervelde      | Bellestraat 23                 | 51° 01′ 41″ nord, 3° 09′ 20″ est | 51723               | Téléverser                                |
| (nl) Gemeentelijke school                                                            |                       |                                  | Lichtervelde      | Beverenstraat 18               | 51° 01′ 29″ nord, 3° 08′ 31″ est | 51724               | Téléverser                                |
| (nl) Arbeidershuizen                                                                 |                       |                                  | Lichtervelde      | Beverenstraat 21               | 51° 01′ 31″ nord, 3° 08′ 32″ est | 51726               | Téléverser                                |
| (nl) Arbeidershuizen                                                                 |                       |                                  | Lichtervelde      | Beverenstraat 23               | 51° 01′ 31″ nord, 3° 08′ 32″ est | 51726               | Téléverser                                |
| (nl) Arbeidershuizen                                                                 |                       |                                  | Lichtervelde      | Beverenstraat 25               | 51° 01′ 31″ nord, 3° 08′ 32″ est | 51726               | Téléverser                                |
| (nl) Hoeve 't Kolonhof                                                               |                       |                                  | Lichtervelde      | Beverenstraat 78               | 51° 00′ 22″ nord, 3° 09′ 04″ est | 51727               | Téléverser                                |
| (nl) Boerenhuis, Bailliehof                                                          |                       |                                  | Lichtervelde      | Beverenstraat 90               | 50° 59′ 49″ nord, 3° 09′ 01″ est | 51728               | Téléverser                                |
| (nl) Hoeve met losse bestanddelen, Hoeve Vandenbroucke                               |                       |                                  | Lichtervelde      | Beverenstraat 135              | 51° 00′ 45″ nord, 3° 09′ 12″ est | 51729               | Téléverser                                |
| (nl) Begraafplaats                                                                   |                       |                                  | Lichtervelde      | Boomgaardstraat                | 51° 01′ 46″ nord, 3° 08′ 32″ est | 51730               | Téléverser                                |
| (nl) Eenheidsbebouwing van twee woningen                                             |                       |                                  | Lichtervelde      | Boomgaardstraat 21             | 51° 01′ 43″ nord, 3° 08′ 29″ est | 51731               | Téléverser                                |
| (nl) Eenheidsbebouwing van twee woningen                                             |                       |                                  | Lichtervelde      | Boomgaardstraat 23             | 51° 01′ 43″ nord, 3° 08′ 29″ est | 51731               | Téléverser                                |
| (nl) Samenstel van drie boerenhuizen                                                 |                       |                                  | Lichtervelde      | Burgemeester Callewaertlaan 39 | 51° 01′ 35″ nord, 3° 08′ 06″ est | 51733               | Téléverser                                |
| (nl) Samenstel van drie boerenhuizen                                                 |                       |                                  | Lichtervelde      | Burgemeester Callewaertlaan 41 | 51° 01′ 35″ nord, 3° 08′ 06″ est | 51733               | Téléverser                                |
| (nl) Samenstel van drie boerenhuizen                                                 |                       |                                  | Lichtervelde      | Burgemeester Callewaertlaan 43 | 51° 01′ 35″ nord, 3° 08′ 06″ est | 51733               | Téléverser                                |
| (nl) Hoekpand, afspanning De Potuil                                                  |                       |                                  | Lichtervelde      | Daalderstraat 6                | 51° 00′ 57″ nord, 3° 10′ 17″ est | 51734               | Téléverser                                |
| (nl) Wegkapel                                                                        |                       |                                  | Lichtervelde      | Damplasstraat                  | 51° 02′ 33″ nord, 3° 09′ 26″ est | 51735               | Téléverser                                |
| (nl) Hoeve met losse bestanddelen                                                    |                       |                                  | Lichtervelde      | Diksmuidseboterweg 4           | 51° 00′ 48″ nord, 3° 09′ 30″ est | 51736               | Téléverser                                |
| (nl) Kapel, Lannoy's of Goddyns kapel                                                |                       |                                  | Lichtervelde      | Fonteinestraat                 | 51° 01′ 31″ nord, 3° 09′ 50″ est | 51737               | Téléverser                                |
| (nl) Veldkapel, Carrons kapel of Sint-Annakapel                                      |                       |                                  | Lichtervelde      | Fonteinestraat                 | 51° 00′ 57″ nord, 3° 10′ 08″ est | 51738               | Téléverser                                |
| (nl) Hoeve met losse bestanddelen                                                    |                       |                                  | Lichtervelde      | Fran?¦ois Blauweweg 1          | 51° 00′ 25″ nord, 3° 08′ 43″ est | 51739               | Téléverser                                |
| (nl) Hoeve met losse bestanddelen                                                    |                       |                                  | Lichtervelde      | Gentweg 8                      | 51° 00′ 11″ nord, 3° 09′ 57″ est | 51740               | Téléverser                                |
| (nl) Drie arbeidershuizen                                                            |                       |                                  | Lichtervelde      | Hazelstraat 39                 | 51° 01′ 23″ nord, 3° 07′ 38″ est | 51741               | Téléverser                                |
| (nl) Drie arbeidershuizen                                                            |                       |                                  | Lichtervelde      | Hazelstraat 41                 | 51° 01′ 23″ nord, 3° 07′ 38″ est | 51741               | Téléverser                                |
| (nl) Drie arbeidershuizen                                                            |                       |                                  | Lichtervelde      | Hazelstraat 43                 | 51° 01′ 23″ nord, 3° 07′ 38″ est | 51741               | Téléverser                                |
| (nl) Hoeve met losse bestanddelen                                                    |                       |                                  | Lichtervelde      | Hazelstraat 145                | 51° 00′ 55″ nord, 3° 06′ 15″ est | 51742               | Téléverser                                |
| (nl) Breedhuis, eclectisch winkel-woonhuis                                           |                       |                                  | Lichtervelde      | Hoogstraat 2                   | 51° 01′ 40″ nord, 3° 08′ 25″ est | 51743               | Téléverser                                |
| (nl) Breedhuis, eclectisch winkel-woonhuis                                           |                       |                                  | Lichtervelde      | Hoogstraat 3                   | 51° 01′ 40″ nord, 3° 08′ 25″ est | 51743               | Téléverser                                |
| (nl) Woonhuis en bedrijfsgebouw, brouwerij Sint-Antonius van de familie Denolf       |                       |                                  | Lichtervelde      | Hoogstraat 14                  | 51° 01′ 41″ nord, 3° 08′ 29″ est | 51744               | Téléverser                                |
| (nl) Woonhuis en bedrijfsgebouw, brouwerij Sint-Antonius van de familie Denolf       |                       |                                  | Lichtervelde      | Hoogstraat 15                  | 51° 01′ 41″ nord, 3° 08′ 29″ est | 51744               | Téléverser                                |
| (nl) Villa                                                                           |                       |                                  | Lichtervelde      | Hoogwielkestraat 6             | 51° 01′ 43″ nord, 3° 08′ 38″ est | 51745               | Téléverser                                |
| (nl) Boerenarbeidershuizen                                                           |                       |                                  | Lichtervelde      | Hoogwielkestraat 20            | 51° 01′ 46″ nord, 3° 08′ 35″ est | 51746               | Téléverser                                |
| (nl) Boerenarbeidershuizen                                                           |                       |                                  | Lichtervelde      | Hoogwielkestraat 22            | 51° 01′ 46″ nord, 3° 08′ 35″ est | 51746               | Téléverser                                |
| (nl) Hoeve met losse bestanddelen                                                    |                       |                                  | Lichtervelde      | Hoogwielkestraat 55            | 51° 02′ 02″ nord, 3° 08′ 18″ est | 51747               | Téléverser                                |
| (nl) Wegkapelletje                                                                   |                       |                                  | Lichtervelde      | Kapellestraat                  | 51° 03′ 16″ nord, 3° 08′ 29″ est | 51748               | Téléverser                                |
| (nl) Decanale kerk Sint-Jacob de Meerdere                                            | Oui                   |                                  | Lichtervelde      | Kerkplein                      | 51° 01′ 39″ nord, 3° 08′ 30″ est | 51749               | (nl) Decanale kerk Sint-Jacob de Meerdere |
| (nl) Twee enkelhuizen, brouwerij Den Engel en herberg                                |                       |                                  | Lichtervelde      | Kerkplein 1                    | 51° 01′ 38″ nord, 3° 08′ 30″ est | 51750               | Téléverser                                |
| (nl) Twee enkelhuizen, brouwerij Den Engel en herberg                                |                       |                                  | Lichtervelde      | Kerkplein 2                    | 51° 01′ 38″ nord, 3° 08′ 30″ est | 51750               | Téléverser                                |
| (nl) Enkelhuis in art-decostijl                                                      |                       |                                  | Lichtervelde      | Ketelbuiserstraat 8            | 51° 01′ 33″ nord, 3° 07′ 45″ est | 51751               | Téléverser                                |
| (nl) Deel van maalderij                                                              |                       |                                  | Lichtervelde      | Ketelbuiserstraat 21           | 51° 01′ 35″ nord, 3° 07′ 40″ est | 51752               | Téléverser                                |
| (nl) Hoeve met losse bestanddelen                                                    |                       |                                  | Lichtervelde      | Ketelbuiserstraat 62           | 51° 01′ 47″ nord, 3° 07′ 46″ est | 51753               | Téléverser                                |
| (nl) Hoeve met losse bestanddelen                                                    |                       |                                  | Lichtervelde      | Ketelbuiserstraat 83           | 51° 02′ 02″ nord, 3° 07′ 47″ est | 51754               | Téléverser                                |
| (nl) Boerenhuis, Ten Boomgaarde                                                      |                       |                                  | Lichtervelde      | Ketelbuiserstraat 85           | 51° 02′ 08″ nord, 3° 07′ 53″ est | 51755               | Téléverser                                |
| (nl) Boerenhuis                                                                      |                       |                                  | Lichtervelde      | Ketelbuiserstraat 99           | 51° 02′ 25″ nord, 3° 08′ 01″ est | 51756               | Téléverser                                |
| (nl) Verbouwde hoeve                                                                 |                       |                                  | Lichtervelde      | Ketelbuiserstraat 138          | 51° 02′ 14″ nord, 3° 08′ 00″ est | 51757               | Téléverser                                |
| (nl) Dubbelhuis en bedrijfsgebouw van brouwerij Sint-Jozef van de familie Bevernagie |                       |                                  | Lichtervelde      | Koolskampstraat 9              | 51° 01′ 37″ nord, 3° 08′ 42″ est | 51758               | Téléverser                                |
| (nl) Enkelhuis                                                                       |                       |                                  | Lichtervelde      | Koolskampstraat 27             | 51° 01′ 32″ nord, 3° 08′ 50″ est | 51759               | Téléverser                                |
| (nl) Woonhuis                                                                        |                       |                                  | Lichtervelde      | Koolskampstraat 52             | 51° 01′ 29″ nord, 3° 08′ 50″ est | 51760               | Téléverser                                |
| (nl) Woonhuis                                                                        |                       |                                  | Lichtervelde      | Koolskampstraat 54             | 51° 01′ 29″ nord, 3° 08′ 50″ est | 51760               | Téléverser                                |